# Batalha de Coliseo
A Batalha do Coliseo foi um conjunto de ações militares realizadas nos arredores da cidade de mesmo nome na província de Matanzas, em Cuba, em 23 de dezembro de 1895, durante a Guerra da Independência Cubana.

## Antecedentes
Com a eclosão da Guerra da Independência de Cuba, na primavera de 1895, as forças de independência cubanas constituíram mais uma vez o Exército de Libertação de Cuba. Depois de várias campanhas curtas e bem-sucedidas para os cubanos, a Assembléia de Guáimaro foi constituída em armas em setembro daquele ano. Imediatamente após a formação do governo, começou a ser rapidamente preparada a invasão ao oeste da ilha, que partiu de Mangos de Baraguá no dia 22 de outubro. Atravessando toda a ilha, o contingente invasor de aproximadamente 4.000 homens, liderado pelos majores-generais Máximo Gómez e Antonio Maceo, chegou à província de Matanzas em dezembro e, no final daquele mês, estava às portas da província de Havana onde a capital do país estava localizada. Para entrar na província, tiveram que realizar uma série de ações militares nas proximidades da localidade de Coliseo, que dá nome a esta batalha.

## A batalha
As forças de Gómez e Maceo atacaram, tomaram e queimaram Coliseo, após pouca resistência da guarnição.  Gómez sabia que um formidável agrupamento de forças espanholas, sob o comando de Arsenio Martínez Campos, tentaria impedir o seu avanço em direção à capital.
À chegada, as tropas espanholas puderam formar os seus quadros. Maceo colocou a cavalaria à esquerda e desdobrou a infantaria procurando a proteção do terreno. Ambos os chefes mambises, seguidos por cem cavaleiros, atacaram o inimigo; mas não conseguiram quebrar sua formação. Vários oficiais insurgentes ficaram feridos e o cavalo de Maceo foi morto.
A retaguarda mambisa, sob o comando do então comandante Enrique Loynaz del Castillo, conseguiu, apesar da resistência inimiga, ocupar as ruínas do moinho, numa acção violenta que durou apenas dez minutos. Por sua vez, Gómez conseguiu retirar os impedimentos, conduzindo-os pela estrada real, num movimento que o adversário apreciou como uma manobra de flanco, para a qual abriu fogo de artilharia, retirou-se e abandonou as suas posições.
Entretanto, a vanguarda invasora continuava o seu avanço, seguida pelo centro da coluna, e ambas protegidas pela retaguarda; posteriormente, Maceo enviou em busca da retaguarda, cuja saída foi assegurada por grupos de contenção. As tropas mambises reorganizaram-se e, ao anoitecer, avançaram em direção a Sumidero.

## Consequências
Com a vitória cubana nesta batalha, o contingente invasor conseguiu passar sem grandes dificuldades para a província de Havana, onde continuou as suas operações, face ao poder colonial espanhol. Por sua vez, os espanhóis tiveram que intensificar a perseguição contra os cubanos e destinar mais homens e recursos à luta. No entanto, o contingente invasor cubano alcançou a ponta mais ocidental da ilha em 22 de janeiro de 1896, tendo a Espanha falhado nas suas tentativas de deter os combatentes da independência cubana.